# Az ernesztida szász hercegségek uralkodóinak listája

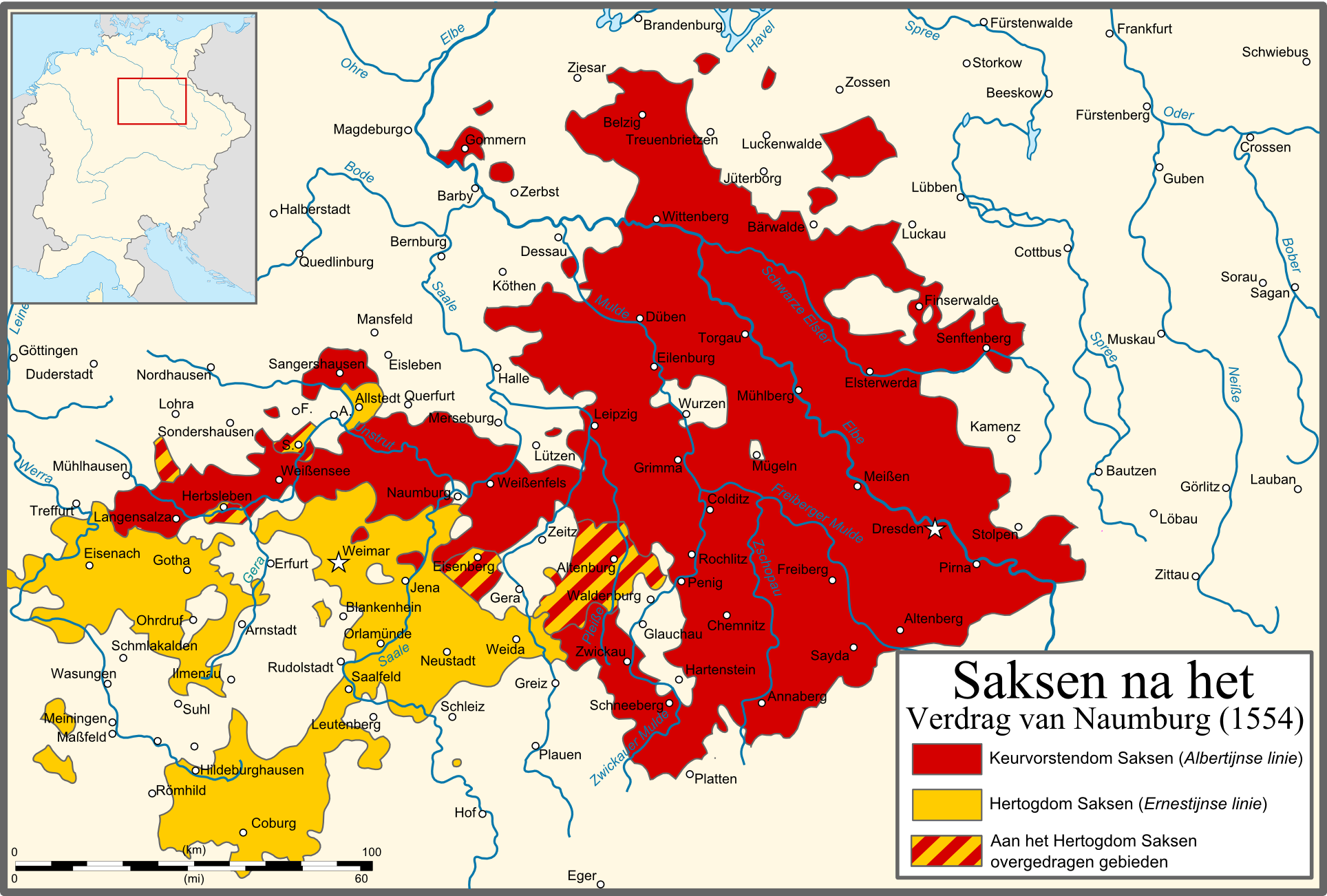
A Szász Választófejedelemség (pirossal) és az ernesztida törzsterület (citromsárgával) 1554-ben

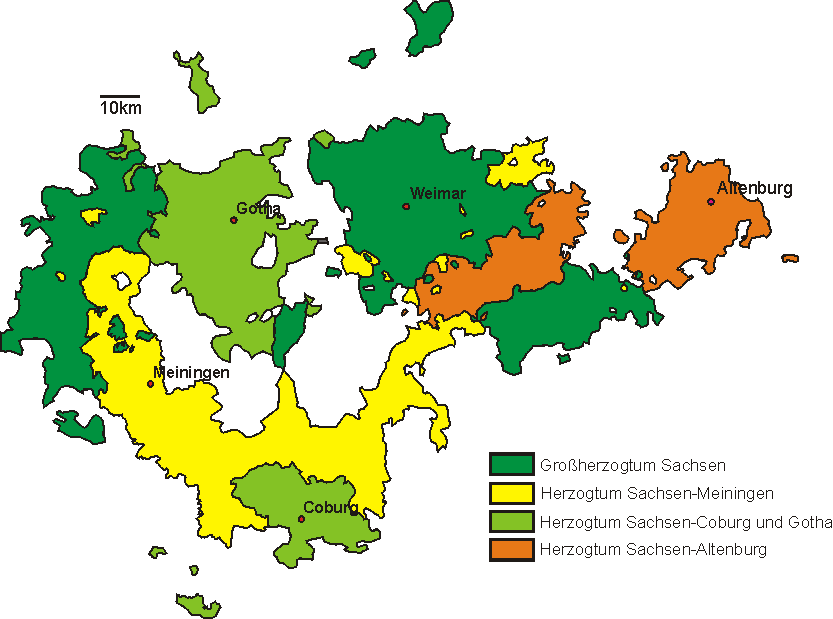
Ernesztida államok 1826 és 1918 között.
sötétzöld: Szász–Weimar–Eisenachi Nagyhercegség
világoszöld: Szász–Coburg–Gothai Hercegség
narancssárga: Szász–Altenburgi Hercegség
citromsárga: Szász–Meiningeni Hercegség

Az alábbi listák az úgynevezett ernesztida szász hercegségek uralkodóit tartalmazzák. A név az 1547-ben másod-unokatestvére, Móric herceg javára szász választófejedelmi címétől megfosztott I. Nemesszívű János Frigyes ágáról – a nagyapjáról, Ernő fejedelemről – elnevezett Ernő-ágnak a nevéből ered. I. János Frigyes utódai tovább uralkodtak kisebb államaikban, az ernesztida hercegségekben.

## Egységes Szász Hercegség
| Név                                                                                                   | Uralkodása                     | Dinasztia | Megjegyzések |
| --- | ------------------------------ | --------- | ------------ |
| I. Nemesszívű János Frigyes (* 1503. június 30.)                                                      | hcg.: 1547 – †1554. március 3. | Wettinek  |              |
| 1554-ben birtokai feloszlanak 3 fia között, így alakul meg Szász–Coburg, Szász–Weimar és Szász–Gotha. |                                |           |              |

## Szász–Coburgi Hercegség (1554–1918)
| Név                                        | Uralkodása                             | Dinasztia | Megjegyzések                        |
| ------------------------------------------ | -------------------------------------- | --------- | ----------------------------------- |
| II. János Frigyes (*1529. január 8.)       | hcg.: 1554 – 1566, †1595. május 19.    | Wettinek  |                                     |
| János Vilmos                               | hcg.: 1566 – †1573. március 2.         | Wettinek  | Szász–weimari herceg 1554–1573.     |
| János Kázmér (*1564. június 12.)           | hcg.: 1573 – †1633. július 16.         | Wettinek  |                                     |
| János Ernő                                 | hcg.: 1633 – †1638. október 23.        | Wettinek  | Szász–eisenachi herceg 1596–1638.   |
| II. Frigyes Vilmos (*1603. február 12.)    | hcg.: 1639 – †1669. április 12.        | Wettinek  |                                     |
| III. Frigyes Vilmos (*1657. július 12.)    | hcg.: 1669 – †1672. április 14.        | Wettinek  |                                     |
| I. Ernő                                    | hcg.: 1672 – 1674, †1675. március 26.  | Wettinek  | Szász–gothai herceg 1640–1675.      |
| I. Frigyes                                 | hcg.: 1674 – 1680, †1691. augusztus 2. | Wettinek  | Szász–gothai herceg 1675–1691.      |
| V. Albert (*1648. május 24.)               | hcg.: 1681 – †1699. augusztus 6.       | Wettinek  |                                     |
| IV. János Ernő (*1658. augusztus 22.)      | hcg.: 1699 – †1729. február 17.        | Wettinek  |                                     |
| II. Keresztély Ernő (*1683. augusztus 18.) | hcg.: 1729 – †1745. szeptember 4.      | Wettinek  |                                     |
| Ferenc Józsiás (*1697. szeptember 25.)     | hcg.: 1745 – †1764. szeptember 16.     | Wettinek  |                                     |
| Ernő Frigyes (*1724. március 8.)           | hcg.: 1764 – †1800. szeptember 8.      | Wettinek  |                                     |
| Ferenc (*1750. július 15.)                 | hcg.: 1800 – †1806. december 9.        | Wettinek  |                                     |
| (III.) I. Ernő (*1784. január 2.)          | hcg.: 1806 – †1844. január 29.         | Wettinek  | Az első szász–coburg–gothai herceg. |
| II. Ernő (*1818. június 21.)               | hcg.: 1844 – †1893. augusztus 22.      | Wettinek  |                                     |
| Alfréd (*1844. augusztus 6.)               | hcg.: 1893 – †1900. július 30.         | Wettinek  |                                     |
| Interregnum (1900 – 1905)                  |                                        |           |                                     |
| Károly Eduárd (*1884. július 19.)          | hcg.: 1905 – 1918, †1954. március 6.   | Wettinek  |                                     |
| 1918-ban megszűnik a hercegség.            |                                        |           |                                     |

## Szász–Weimari Hercegség (1554–1809)
| Név                                             | Uralkodása                            | Dinasztia | Megjegyzések |
| ----------------------------------------------- | ------------------------------------- | --------- | ------------ |
| János Vilmos (*1530. március 11.)               | hcg.: 1554 – †1573. március 2.        | Wettinek  |              |
| I. Frigyes Vilmos (*1562. április 25.)          | hcg.: 1573 – †1602. július 7.         | Wettinek  |              |
| II. János (*1570. május 22.)                    | hcg.: 1602 – †1605. július 18.        | Wettinek  |              |
| I. János Ernő (*1594. február 21.)              | hcg.: 1605 – 1620, †1626. december 6. | Wettinek  |              |
| Vilmos (*1598. április 11.)                     | hcg.: 1620 – †1662. május 17.         | Wettinek  |              |
| II. János Ernő (*1627. szeptember 11.)          | hcg.: 1662 – †1683. május 15.         | Wettinek  |              |
| Vilmos Ernő (*1662. október 19.)                | hcg.: 1683 – †1728. augusztus 16.     | Wettinek  |              |
| III. János Ernő (*1664. június 22.)             | hcg.: 1683 – †1707. május 10.         | Wettinek  |              |
| I. Ernő Ágost (*1688. április 19.)              | hcg.: 1707 – †1748. január 19.        | Wettinek  |              |
| II. Ernő Ágost (*1737. június 2.)               | hcg.: 1748 – †1758. május 28.         | Wettinek  |              |
| Károly Ágost (*1757. szeptember 3.)             | hcg.: 1758 – 1809, ld. alább          | Wettinek  |              |
| 1809-ben a hercegség egyesül Szász–Eisenachhal. |                                       |           |              |

## Szász–Eisenachi Hercegség (1596–1809)
| Név                                                                                          | Uralkodása                         | Dinasztia | Megjegyzések                    |
| -------------------------------------------------------------------------------------------- | ---------------------------------- | --------- | ------------------------------- |
| János Ernő (*1566. július 9.)                                                                | hcg.: 1596 – †1638. október 23.    | Wettinek  |                                 |
| 1638-ban hercegséget felosztják Szász–Altenburg és Szász–Weimar között. 1640-ben újjáalakul. |                                    |           |                                 |
| Albert (*1599. július 27.)                                                                   | hcg.: 1640 – †1644. december 20.   | Wettinek  |                                 |
| 1644-ben ismét felosztják Szász–Gotha és Szász–Weimar között. 1662-ben újjáalakul.           |                                    |           |                                 |
| Adolf Vilmos (*1632. május 15.)                                                              | hcg.: 1662 – †1668. november 21.   | Wettinek  |                                 |
| Vilmos Ágost (*1668. november 30.)                                                           | hcg.: 1668 – †1671. február 23.    | Wettinek  |                                 |
| II. János György (*1634. július 12.)                                                         | hcg.: 1671 – †1686. szeptember 19. | Wettinek  |                                 |
| II. János György (*1665. július 24.)                                                         | hcg.: 1686 – †1698. november 10.   | Wettinek  |                                 |
| János Vilmos (*1666. október 17.)                                                            | hcg.: 1698 – †1729. január 14.     | Wettinek  |                                 |
| Vilmos Henrik (*1691. november 10.)                                                          | hcg.: 1729 – †1741. július 26.     | Wettinek  |                                 |
| I. Ernő Ágost                                                                                | hcg.: 1741 – †1748. január 19.     | Wettinek  | Szász–weimari herceg 1707–1748. |
| II. Ernő Ágost                                                                               | hcg.: 1748 – †1758. május 28.      | Wettinek  | Szász–weimari herceg 1748–1758. |
| Károly Ágost                                                                                 | hcg.: 1758 – 1809, ld. alább       | Wettinek  | Szász–weimari herceg 1758–1809. |
| A hercegség 1809-ben egyesül Szász–Weimarral.                                                |                                    |           |                                 |

## Szász–Weimar–Eisenachi Nagyhercegség (1809–1918)
| Név                                 | Uralkodása                                    | Dinasztia | Megjegyzések |
| ----------------------------------- | --------------------------------------------- | --------- | ------------ |
| Károly Ágost                        | hcg.: 1809, nagyhcg. 1815 – †1828. június 14. | Wettinek  |              |
| Károly Frigyes (*1783. február 2.)  | hcg.: 1828 – †1853. július 8.                 | Wettinek  |              |
| Károly Sándor (*1818. június 24.)   | hcg.: 1853 – †1901. január 5.                 | Wettinek  |              |
| Vilmos Ernő (*1876. június 10.)     | hcg.: 1901 – 1918, †1923. április 24.         | Wettinek  |              |
| 1918-ban megszűnik a nagyhercegség. |                                               |           |              |

## Szász–Gothai Hercegség (1554–1565, 1640–1825)
| Név                                                                                    | Uralkodása                       | Dinasztia | Megjegyzések |
| -------------------------------------------------------------------------------------- | -------------------------------- | --------- | ------------ |
| III. János Frigyes (*1538. január 16.)                                                 | hcg.: 1554 – †1565. október 21.  | Wettinek  |              |
| 1565-ben a hercegség egyesül a Szász–Weimarral. 1640-ben újjáalakul.                   |                                  |           |              |
| I. Ernő (*1601. december 25.)                                                          | hcg.: 1640 – †1675. március 26.  | Wettinek  |              |
| I. Frigyes (*1646. július 15.)                                                         | hcg.: 1675 – †1691. augusztus 2. | Wettinek  |              |
| II. Frigyes (*1676. július 28.)                                                        | hcg.: 1691 – †1732. március 23.  | Wettinek  |              |
| III. Frigyes (*1699. április 14.)                                                      | hcg.: 1732 – †1772. március 10.  | Wettinek  |              |
| II. Ernő (*1745. január 30.)                                                           | hcg.: 1772 – †1804. április 20.  | Wettinek  |              |
| Emil Ágost (*1772. november 23.)                                                       | hcg.: 1804 – †1822. május 17.    | Wettinek  |              |
| IV. Frigyes (*1774. november 28.)                                                      | hcg.: 1822 – †1825. február 11.  | Wettinek  |              |
| 1825-ben a hercegséget felosztják Szász–Coburg–Saafeld és Szász–Hildburghausen között. |                                  |           |              |

## Szász–Altenburgi Hercegség (1603–1672, 1826–1918)
| Név                                                               | Uralkodása                             | Dinasztia | Megjegyzések                            |
| ----------------------------------------------------------------- | -------------------------------------- | --------- | --------------------------------------- |
| János Fülöp (*1597. január 25.)                                   | hcg.: 1603 – †1639. április 1.         | Wettinek  |                                         |
| II. Frigyes Vilmos (*1603. február 12.)                           | hcg.: 1639 – †1669. április 22.        | Wettinek  |                                         |
| III. Frigyes Vilmos (*1657. július 12.)                           | hcg.: 1669 – †1672. április 14.        | Wettinek  |                                         |
| 1672-ben a hercegség egyesül Szász–Gothával. 1826-ban újjáalakul. |                                        |           |                                         |
| Frigyes (*1763. április 29.)                                      | hcg.: 1826 – †1834. szeptember 29.     | Wettinek  | Szász–hildburghauseni herceg 1780–1826. |
| József (*1789. augusztus 27.)                                     | hcg.: 1834 – 1848, †1868. november 25. | Wettinek  |                                         |
| György (*1796. július 24.)                                        | hcg.: 1848 – †1853. augusztus 3.       | Wettinek  |                                         |
| I. Ernő (*1826. szeptember 16.)                                   | hcg.: 1853 – †1908. február 7.         | Wettinek  |                                         |
| II. Ernő (*1871. augusztus 31.)                                   | hcg.: 1908 – 1918, †1955. március 22.  | Wettinek  |                                         |
| 1918-ban megszűnik a hercegség.                                   |                                        |           |                                         |

## Szász–Meiningeni Hercegség (1680–1918)
| Név                                  | Uralkodása                            | Dinasztia | Megjegyzések |
| ------------------------------------ | ------------------------------------- | --------- | ------------ |
| I. Bernát (*1649. szeptember 10.)    | hcg.: 1680 – †1706. április 27.       | Wettinek  |              |
| I. Ernő Lajos (*1672. október 7.)    | hcg.: 1706 – †1724. november 24.      | Wettinek  |              |
| II. Ernő Lajos (*1709. augusztus 8.) | hcg.: 1724 – †1729. február 24.       | Wettinek  |              |
| Károly Frigyes (*1712. július 18.)   | hcg.: 1729 – †1743. március 28.       | Wettinek  |              |
| Frigyes Vilmos (*1679. február 16.)  | hcg.: 1743 – †1746. március 10.       | Wettinek  |              |
| Antal Ulrik (*1687. október 22.)     | hcg.: 1746 – †1763. január 27.        | Wettinek  |              |
| Károly Vilmos (*1754. november 18.)  | hcg.: 1763 – †1782. július 21.        | Wettinek  |              |
| I. György (*1761. február 4.)        | hcg.: 1782 – †1803. december 24.      | Wettinek  |              |
| II. Bernát (*1800. december 17.)     | hcg.: 1803 – 1866, †1882. december 3. | Wettinek  |              |
| II. György (*1826. április 2.)       | hcg.: 1866 – †1914. június 25.        | Wettinek  |              |
| III. Bernát (*1851. április 1.)      | hcg.: 1914 – 1918, †1928. január 16.  | Wettinek  |              |
| 1918-ban megszűnik a hercegség.      |                                       |           |              |

## Szász–Römhildi Hercegség (1680–1710)
| Név                                                            | Uralkodása                    | Dinasztia | Megjegyzések |
| -------------------------------------------------------------- | ----------------------------- | --------- | ------------ |
| Henrik (*1650. november 19.)                                   | hcg.: 1680 – †1710. május 13. | Wettinek  |              |
| 1710-ben a hercegséget feldarabolják a többi hercegség között. |                               |           |              |

## Szász–Eisenbergi Hercegség (1680–1707)
| Név                                                            | Uralkodása                      | Dinasztia | Megjegyzések |
| -------------------------------------------------------------- | ------------------------------- | --------- | ------------ |
| Keresztély (*1653. január 6.)                                  | hcg.: 1680 – †1707. április 28. | Wettinek  |              |
| 1707-ben a hercegséget feldarabolják a többi hercegség között. |                                 |           |              |

## Szász–Hildburghauseni Hercegség (1680–1826)
| Név                                                                                        | Uralkodása                         | Dinasztia | Megjegyzések |
| ------------------------------------------------------------------------------------------ | ---------------------------------- | --------- | ------------ |
| II. Ernő (*1655. június 12.)                                                               | hcg.: 1680 – †1715. október 17.    | Wettinek  |              |
| I. Ernő Frigyes (*1681. augusztus 21.)                                                     | hcg.: 1715 – †1724. március 9.     | Wettinek  |              |
| II. Ernő Frigyes (*1707. december 17.)                                                     | hcg.: 1724 – †1745. augusztus 13.  | Wettinek  |              |
| III. Ernő Frigyes (*1727. június 10.)                                                      | hcg.: 1745 – †1780. szeptember 23. | Wettinek  |              |
| Frigyes (*1763. április 29.)                                                               | hcg.: 1780 – 1826, ld. fentebb     | Wettinek  |              |
| 1826-ban megszűnik a hercegség, helyét az újjáalakuló Szász–Altenburgi Hercegség veszi át. |                                    |           |              |

## Fordítás
- Ez a szócikk részben vagy egészben  az   Ernestine duchies című angol Wikipédia-szócikk fordításán alapul.  Az eredeti cikk szerkesztőit annak laptörténete sorolja fel. Ez a jelzés csupán a megfogalmazás eredetét és a szerzői jogokat jelzi, nem szolgál a cikkben szereplő információk forrásmegjelöléseként.